# Axonopus corymbosus
Axonopus corymbosus är en gräsart som först beskrevs av William Roxburgh, och fick sitt nu gällande namn av Schult.. Axonopus corymbosus ingår i släktet Axonopus och familjen gräs. Inga underarter finns listade i Catalogue of Life.